# Langenhagen (Duderstadt)
Langenhagen ist ein Ortsteil der Stadt Duderstadt im Landkreis Göttingen in Niedersachsen und liegt an der Kreisstraße 110 zwischen Fuhrbach und Hilkerode, fünf Kilometer nordöstlich von Duderstadt (Kernstadt). Der zum Untereichsfeld gehörende Ort wurde am 1. Januar 1973 eingemeindet und hat rund 470 Einwohner.

## Geschichte
Langenhagen wurde am 1. Januar 1236 erstmals in einer im Kloster Hasungen ausgestellten Urkunde schriftlich erwähnt.
Ebenfalls erwähnt die Urkunde, dass Volkwin von Schwalenberg und Adolf von Waldeck von Erzbischof Siegfried III. jährliche Einkünfte im Wert von 50 Malter Korn jeweils in villa Langenhagen zum Lehen nahmen.
Von den 24 Häusern, die Langenhagen 1609 zählte, waren am Ende des Dreißigjährigen Krieges (1648) nur noch drei bewohnt. 1670 hingegen war die Einwohnerzahl auf 130 Einwohner angewachsen. Das Dorf, welches zwischen 1432 und 1802 als Ratsdorf in der politischen und jurisdiktionellen Abhängigkeit zur Stadt Duderstadt stand, war eines von elf Ratsdörfern. Zwischen dem 17. und 18. Jahrhundert hatte Langenhagen erheblich unter den damaligen Kriegen, z. B. durch Plünderungen und Kontributionszahlungen, zu leiden.
Aufgrund seiner Lage in einem Tal hatte der Ort oft mit Überflutungen und Hochwasser zu kämpfen. Deshalb wurden 1908 zwei Rückhaltebecken gebaut, die als große und kleine Talsperre bezeichnet werden.
Gegen Ende des Zweiten Weltkriegs wurde in Langenhagen eine Nachtjägerleitstelle an der Gemarkungsgrenze zwischen Langenhagen und Duderstadt im Gemarkungsteil Klingenburg eingerichtet (Stellung „Drohne“). Sie stand auf einem der höchsten Punkte der Gegend (etwa 300 m ü. NN), etwa 50 m gegenüber der heutigen Franz-von Assisi-Kapelle der Heinz-Sielmann-Stiftung auf Gut Herbigshagen. Die Anlage wurde im Kriegsverlauf nicht angegriffen. Sämtliche militärischen Einrichtungen wurden nach Kriegsende von den britischen Streitkräften demontiert.
Die zur Stellung zugehörigen Unterkünfte befanden sich im Ort.
Ausgestattet war sie mit
- 3 FuMG „Freya AN“
- 2 FuMG „Würzburg-Riese“.[3]

Durch viele kriegsbedingte Gefallene und Vermisste (27 Gefallene im Ersten Weltkrieg; 62 Gefallene und Vermisste im Zweiten Weltkrieg) erlebte Langenhagen einen Bevölkerungsrückgang in den Kriegsjahren.
Zum Gedenken an die Kriegsopfer ließ die Gemeinde 1954 vor dem Friedhofseingang ein Ehrenmal in Form eines Kreuzes errichten, in welches die Namen der in den beiden Weltkriegen Gefallenen eingemeißelt sind.
Bis zur Eingliederung in die Stadt Duderstadt 1973 war Langenhagen eine eigenständige Gemeinde.
Im Jahre 1988 entdeckte man im Stadttal, ca. 1000 m südwestlich von Langenhagen, eine kleine, mittelalterliche Burgstelle der einstigen Klingenburg. Ein Ruinenhügel mit Abschnittswehrgraben auf einem kleinen Geländesporn verriet die Position der Burg. Erschlossene Funde datieren auf das 15. und 16. Jahrhundert, urkundlich wurde die Burg ab 1420 bis ins späte 16. Jahrhundert Clingenborg genannt.

### Einwohnerentwicklung
| - 1670: 130 - 1793: 141 - 1811: 260 - 1913: 458 - 1960: 720 | - 1961: 719 - 1970: 687 - 2003: 650 - 2008: 610 - 2009: 582 - 2015: 520 - 2017: 493 - 2019: 487 - 2023: 474 (Quelle) |

## Wappen
| Wappen von Langenhagen | Blasonierung: „In Grün über silbernen (weißen) Schildfuß, belegt mit einem blauen Wellenbalken, ein wachsender goldener (gelber) Talsperrenturm, begleitet von je einer silbernen (weißen) Fichte.“ |
| Wappen von Langenhagen | Wappenbegründung: Das von Fritz Reimann aus Fuhrbach entworfene und vom niedersächsischen Ministerium des Inneren am 5. Dezember 1950 genehmigte Wappen erinnert an die 1908 erbauten Rückhaltebecken, die als große und kleine Talsperre bezeichnet werden, mit ihren rundherum erschaffenen Grünanlagen sowie einem Freibad. Der Turm ist eines der Wahrzeichen des Ortes. |

## Politik

### Ortsrat
Langenhagen besitzt einen gemeinsamen Ortsrat mit Brochthausen. Er setzt sich aus 13 Ratsmitgliedern zusammen.
Die aktuelle Sitzverteilung beläuft sich auf:
- CDU: 12 Sitze
- Wählergemeinschaft Duderstädter Bürger: 1 Sitz

(Stand: Kommunalwahl am 12. September 2021)

### Ortsbürgermeister
Ortsbürgermeister ist seit 2021 Andreas Diedrich (CDU), sein Stellvertreter ist Willi Dreimann (CDU).

## Kultur und Sehenswürdigkeiten

### Kirche

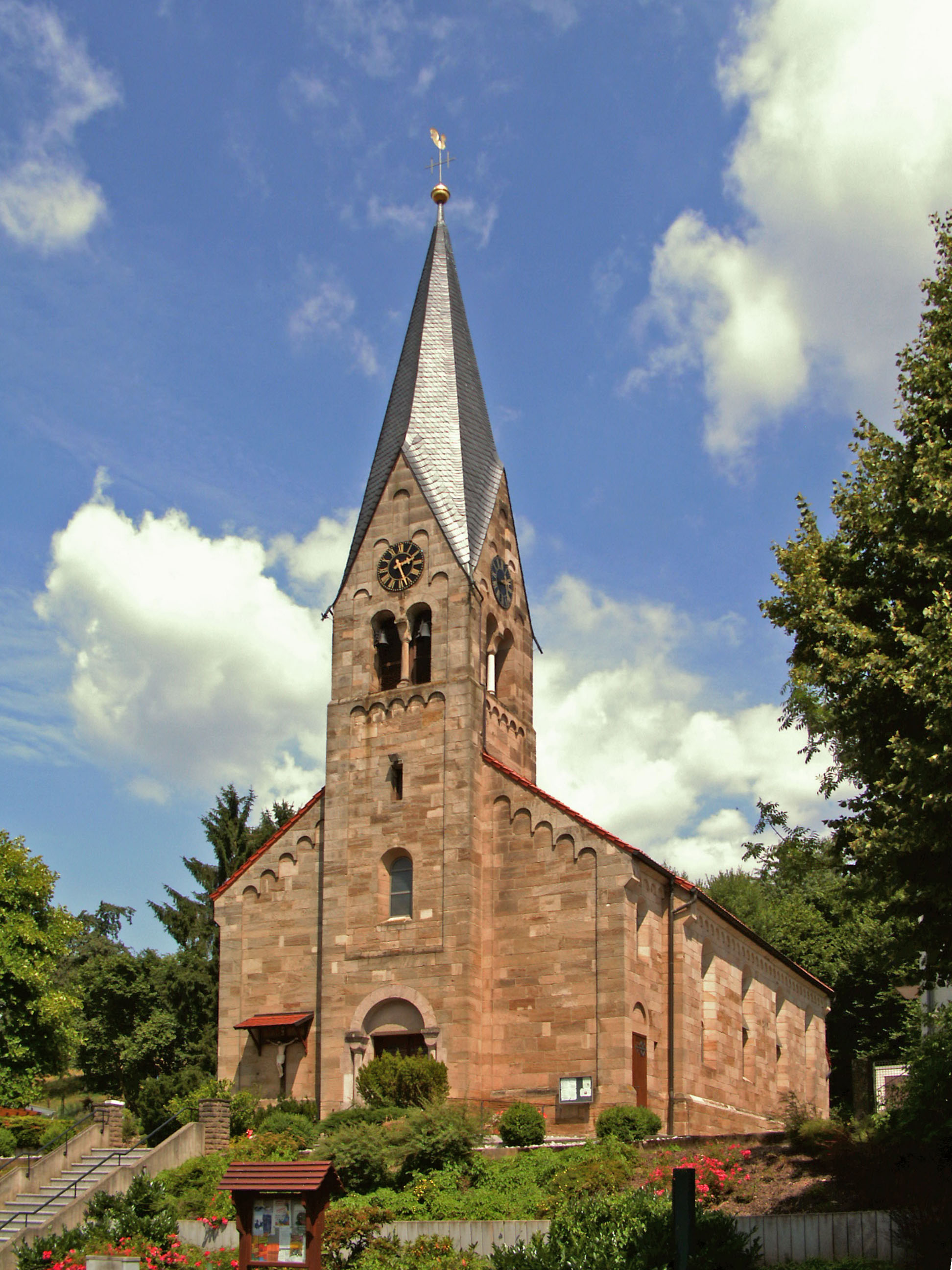
St.-Laurentius-Kirche

Die katholische Kirche St. Laurentius wurde 1865 erbaut. Ihr ging ein barocker Kirchenbau aus dem Jahre 1681 voraus. Der Sandsteinbau der St.-Laurentius-Kirche zählt durch seine ungewohnte Architektur im Innenraum zu den interessantesten neuromanischen Kirchen des Untereichsfelds. Deutlich wird dies beispielsweise durch das von dorischen Säulen flankierte Westportal und das Kirchendach, dessen dunkelgefasste Dachpfetten im Innenraum bis zum Dachfirst sichtbar sind. Quer zum Langhaus befindet außerdem sich eine Stützkonstruktion aus dreimal hintereinander zusammengefügten Hölzern, welche dekorativ in den Dachstuhl eingehängt wurden. Eine weitere Besonderheit stellt der Taufstein dar, der aus Buntsandstein gefertigt ist. Das Becken des Taufsteins befindet sich auf vier dorischen Säulen und wird von einem dachförmigen Holzdeckel mit Schindeldeckung geschlossen. Von der halbrunden Apsis blickt man auf drei farbige Glasfenster, in deren Motiven sich Marien-, Laurentius- und Dreifaltigkeitsdarstellungen finden.

### Pfarrgemeinde
Bis zum 31. Oktober 2014 war die Gemeinde „St. Laurentius Langenhagen“ Teil einer Seelsorgeeinheit mit den Nachbargemeinden Fuhrbach und Brochthausen.
Im Zuge des vom Bistum Hildesheim umgesetzten Reformprogramms Eckpunkte 2020 wurde diese Seelsorgeeinheit ab November 2014 mit der Pfarrei „St. Sebastian“ in Rhumspringe fusioniert.
Langenhäger, die zum katholischen Priester geweiht wurden:
- Pfarrer Anton Piepenbring, * 1. Juni 1894 in Langenhagen; † 21. Mai 1974 in Langenhagen
- Pfarrer Paul Otto, * 12. August 1904 in Langenhagen; † 5. April 1992. Am 15. März 1930 Priesterweihe in Paderborn.
- Pater Nolascus (Anton Gatzemeier) * 2. August 1904 in Langenhagen, Priesterweihe 1933 in Fulda/Kloster Frauenberg.
- Pfarrer Wigbert Schwarze, * 20. November 1956 in Langenhagen. Am 16. Juni 1984 Priesterweihe im Dom zu Hildesheim.
- Pfarrer Matthias Kaminski, Priesterweihe 1991 im Dom zu Hildesheim. Heute ist er Kolping-Bezirkspräses und stellvertretender Dechant.

### Vereine
- Kath. Gesellenverein St. Josef (Kolping) Langenhagen, gegründet 16. Januar 1887
- MGV Concordia Langenhagen, gegründet 22. Februar 1893
- VfR Langenhagen e. V., gegründet 18. Januar 1912 (als Turnverein Eiche)
- Kath. Frauenbund Langenhagen, gegründet 1928
- Freiwillige Feuerwehr Langenhagen, gegründet 24. Juni 1934
- Schützenverein „Diana“ Langenhagen, gegründet 2. Januar 1938

## Wirtschaft und Infrastruktur

### Schule
1962 wurde in Langenhagen eine dreiklassige Volksschule inkl. zwei Wohnungen für Lehrer erbaut, die Kosten dafür beliefen sich auf 230.000 DM. Im Jahre 2007 wurde die „Grundschule Langenhagen“ komplett renoviert. Auch aus den Nachbardörfern Fuhrbach und Brochthausen nehmen Kinder am dortigen Grundschulunterricht teil.

### Wirtschaftsbetriebe
Langenhagen gilt als „Bergdorf“, das seit jeher vom Bau- und Baunebengewerbe geprägt war. 1995 existierten im Ort neben einer Sack- und Planenfabrik, die in ihrer Gründung auf das Jahr 1947 zurückgeht, noch Lebensmittelgeschäfte und gastronomische Betriebe. Von diesen ist mittlerweile allerdings keine mehr tätig. Daneben wird die landwirtschaftliche Wirtschaftsfläche, die sich über 4,45 km² erstreckt, von drei landwirtschaftlichen Vollerwerbsbetrieben bearbeitet.

## Persönlichkeiten, die mit dem Ort in Verbindung stehen
- Lothar Koch (1939–2023), Politiker (CDU), 1994–2017 Mitglied des Niedersächsischen Landtags, 1973–2021 Ortsbürgermeister